# Daniel Seiter

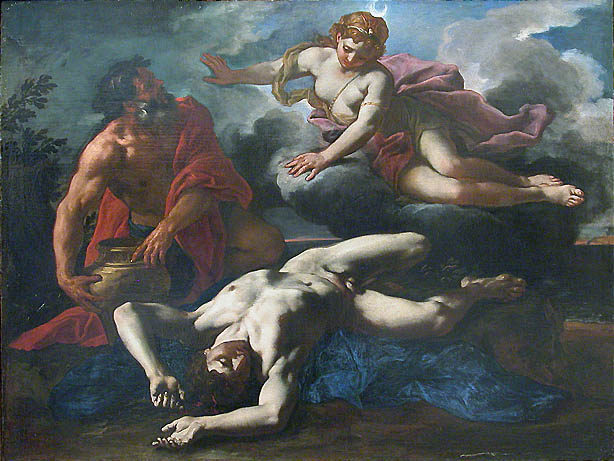
Daniel Seiter, Diana junto al cadáver de Orión, Louvre, 1685

Daniel Seiter, Saiter, o Seyter (1642/1647, Viena - 1705, Turín) fue un pintor del Barroco de origen vienés, pero que se formó y trabajó en Italia. 

## Biografía
Según el biógrafo holandés Arnold Houbraken, nació en la frontera con Suiza y fue criado en Viena. Se desconoce quién fue su primer mentor, pero de joven cruzó los Alpes hasta Venecia, donde fue aprendiz de Johann Carl Loth. Llegó a copiar su estilo con tal fidelidad, que incluso en la época en la que escribía Houbraken (1718), resultaba imposible distinguir si un cuadro era suyo o de Loth.
Posteriormente se desplazó a Roma para trabajar en el estudio de Carlo Maratta, y mientras permaneció allí, se unió a los Bentvueghels («Pájaros de un mismo plumaje» en holandés) recibiendo el sobrenombre de «Morgenstar» (Lucero del Alba).
Al lograr cierto éxito en Roma, se casó con la hija de un librero y ganó una lucrativa comisión de Carlos Manuel II Duque de Saboya. El hijo del Duque, Víctor Amadeo II de Cerdeña, le encargó a su vez que decorara el Palacio Real de Turín en 1675, cuando se convirtió en duque a la muerte de su padre. El trabajo de Seiter le entusiasmó hasta el punto de nombrarlo caballero. Aún en la actualidad se conserva una galería que lleva su nombre. También trabajó en la decoración al fresco de la cúpula de la capilla del Ospedale Maggiore.
Seiter acompañó a Víctor Amadeo en sus viajes, y pintó en Brunswick y Dresde.

## Muestra de aprecio

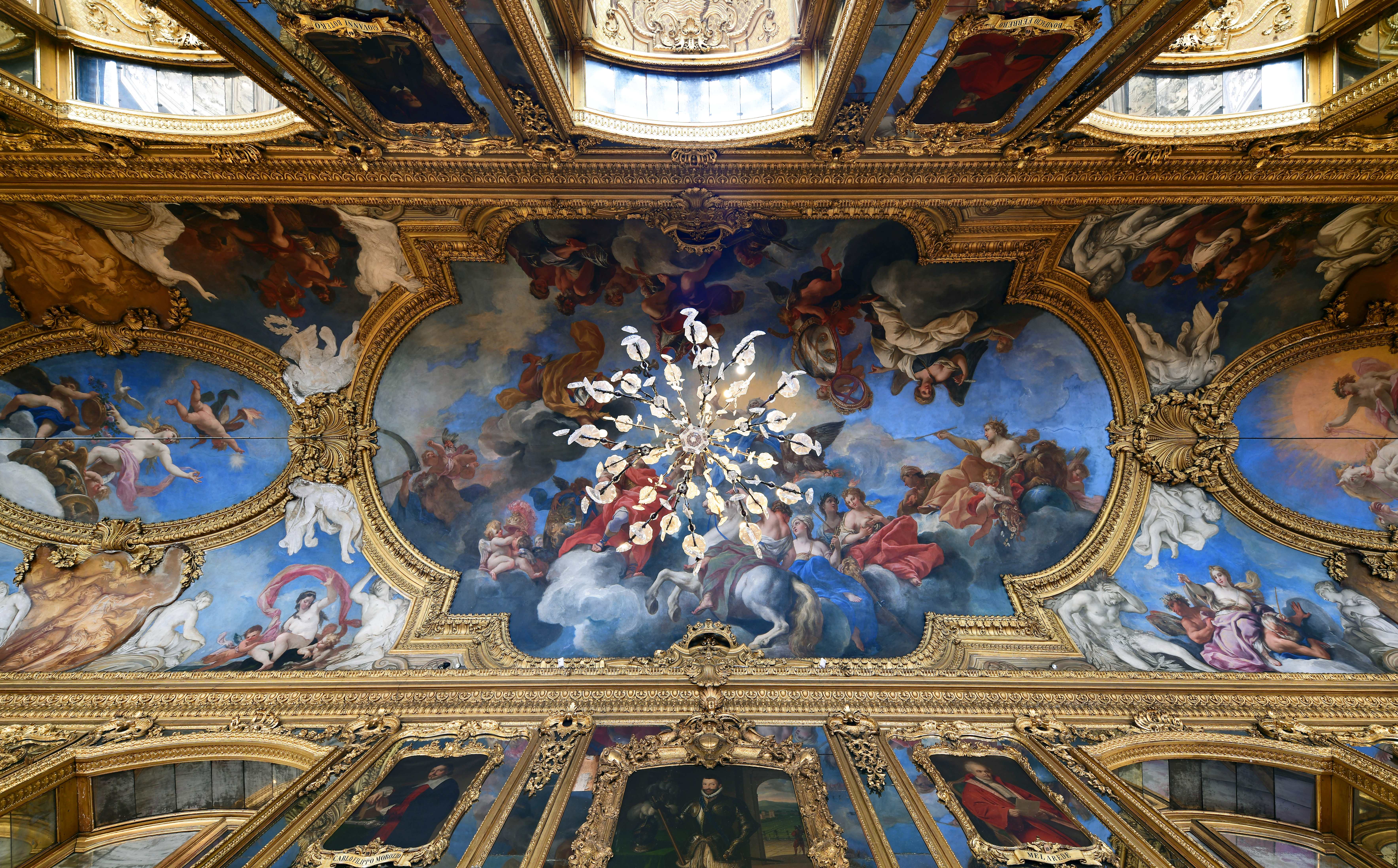
La galería Daniel Seiter del Palacio de Turín.

En su biografía de Seiter, Houbrake cuenta una curiosa anécdota sobre el Duque y Seiter, que dice que a Seiter se le entregó un bastón con diamantes en la cabeza, para que lo utilizara como tiento para descansar la mano mientras pintaba. La historia le fue trasmitida por un pintor llamado Le Blon. Cuando Seiter terminó de pintar trató de devolverlo, pero la guardia del Duque le dijo que se lo que quedase en señal de aprecio. Un regalo valioso similar (era de oro macizo) se le hizo a Daniel Seghers por parte de Federico Enrique de Orange-Nassau a cambio de la pintura de una guirnalda que hoy cuelga del museo Mauritshuis.
Aunque los detalles acerca de su vida están llenos de imprecisiones, Seiter se convirtió en pintor de los Duques de Saboya muy posteriormente a 1655, y de este modo no fue testigo de la masacre de los valdenses de su patrón, que el poeta John Milton conmemoró con su obra Acerca de la Reciente Masacre del Piamonte.
- Wikimedia Commons alberga una categoría multimedia sobre Daniel Seiter.